# Сесилтон (Меріленд)
Сесилтон (англ. Cecilton) — місто (англ. town) в США, в окрузі Сесіл штату Меріленд. Населення — 676 осіб (2020).

## Географія
Сесилтон розташований за координатами 39°24′17″ пн. ш. 75°52′4″ зх. д. / 39.40472° пн. ш. 75.86778° зх. д. (39.404793, -75.867847).  За даними Бюро перепису населення США в 2010 році місто мало площу 1,20 км², уся площа — суходіл.

## Демографія
Згідно з переписом 2010 року, у місті мешкали 663 особи в 237 домогосподарствах у складі 173 родин. Густота населення становила 554 особи/км².  Було 264 помешкання (221/км²).
Расовий склад населення:
| - 80,5 % — білих - 11,8 % — чорних або афроамериканців - 0,5 % — азіатів - 0,3 % — вихідців з тихоокеанських островів - 4,8 % — осіб інших рас |

До двох чи більше рас належало 2,1 %. Частка іспаномовних становила 7,1 % від усіх жителів.
За віковим діапазоном населення розподілялося таким чином: 27,1 % — особи молодші 18 років, 60,1 % — особи у віці 18—64 років, 12,8 % — особи у віці 65 років та старші. Медіана віку мешканця становила 35,4 року. На 100 осіб жіночої статі у місті припадало 92,7 чоловіків;  на 100 жінок у віці від 18 років та старших — 92,4 чоловіків також старших 18 років.
Середній дохід на одне домашнє господарство  становив 44 876 доларів США (медіана — 34 792), а середній дохід на одну сім'ю — 58 000 доларів (медіана — 51 964). Медіана доходів становила 40 664 долари для чоловіків та 18 958 доларів для жінок. За межею бідності перебувало 9,1 % осіб, у тому числі 8,3 % дітей у віці до 18 років та 9,9 % осіб у віці 65 років та старших.
Цивільне працевлаштоване населення становило 377 осіб. Основні галузі зайнятості: роздрібна торгівля — 33,7 %, освіта, охорона здоров'я та соціальна допомога — 17,8 %, оптова торгівля — 8,8 %, науковці, спеціалісти, менеджери — 7,4 %.